# Tramwaje w Penzie
Tramwaje w Penzie − zlikwidowany system komunikacji tramwajowej w rosyjskim mieście Penza.

## Historia
Pierwsze plany uruchomienia tramwajów pochodzą z 1913. Wówczas planowano uruchomić tramwaje elektryczne. W 1935 otwarto linię tramwaju benzynowego. W mieście była jedna linia tramwajowa. W 1937 zamknięto linię. Powodem zamknięcia tej linii było złe poprowadzenie linii na której znajdowały się między innymi strome podjazdy co powodowało liczne wypadki z udziałem wagonów. Linia miała szerokość toru 750 mm. 

## Tabor
Składy tramwajów składały się z trzech wagonów. 